# Efecto del ángulo solar sobre el clima

Figura 1: Este diagrama ilustra cómo la luz solar se extiende sobre un área mayor en las regiones polares. Además de la densidad de la luz incidente, la disipación de la luz en la atmósfera es mayor cuando cae en un ángulo poco profundo

La cantidad de energía térmica recibida en cualquier lugar del globo es un efecto directo del ángulo del Sol sobre el clima, ya que el ángulo en el que la luz solar incide en la Tierra varía según la ubicación, la hora del día y la estación debido a la órbita de la Tierra alrededor del Sol y la rotación de la Tierra alrededor de su eje inclinado. El cambio estacional en el ángulo de la luz solar, causado por la inclinación del eje de la Tierra, es el mecanismo básico que da como resultado un clima más cálido en verano que en invierno. El cambio en la duración del día es otro factor. 

## Geometría del ángulo solar

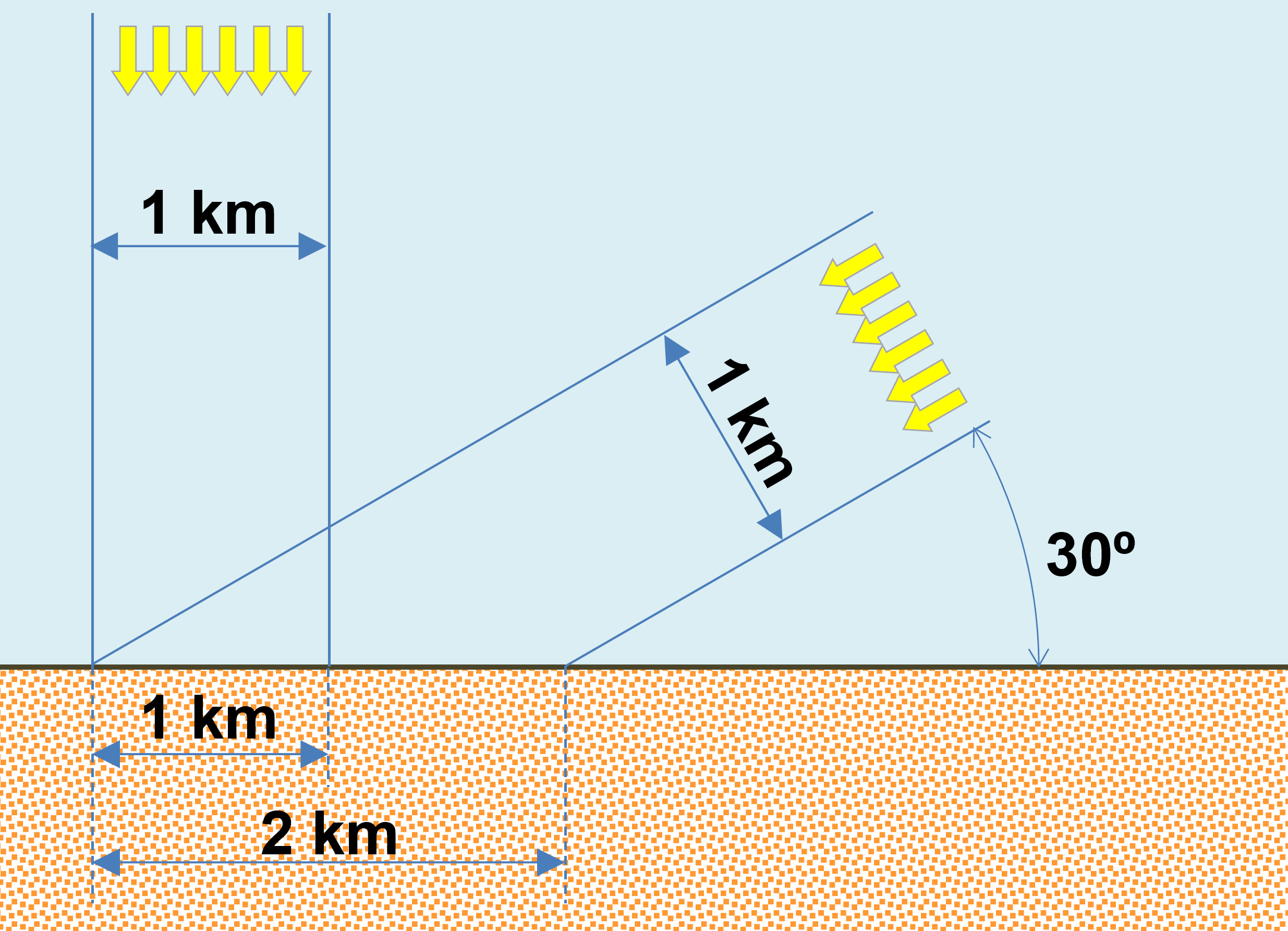
Figura 2: Un haz de rayos de sol de un kilómetro de ancho brilla en el suelo en un ángulo de 90° y otro en un ángulo de 30°. El que está en un ángulo más tendido cubre el doble de área con la misma cantidad de energía luminosa

Cuando la luz del sol brilla sobre la Tierra en un ángulo bajo, la energía de la luz solar se extiende sobre un área más grande y, por lo tanto, es más débil que si el Sol está más alto y la energía se concentra en un área más pequeña.
La Figura 2 muestra un haz de rayos de sol de un kilómetro de ancho que cae al suelo directamente desde arriba, y otro que incide sobre el suelo con un ángulo de 30°. De acuerdo con la trigonometría, el seno de un ángulo de 30° es 1/2, mientras que el seno de un ángulo de 90° es 1. Por lo tanto, el haz de rayos de sol que incide sobre el suelo con un ángulo de 30° esparce la misma cantidad de luz sobre el doble de área (imaginando que el Sol brilla desde el sur al mediodía, el ancho norte-sur se duplica; pero el ancho este-oeste no). En consecuencia, la cantidad de luz que recibe cada kilómetro cuadrado es solo la mitad.

Figura 3: Este es un diagrama de las estaciones. Independientemente de la hora del día (es decir la rotación de la Tierra sobre su eje), el Polo Norte se oscurecerá, y el Polo Sur será iluminada; ver también invierno ártico

La figura 3 muestra el ángulo de la luz solar que incide en la Tierra en los hemisferios norte y sur cuando el eje norte de la Tierra está inclinado en dirección opuesta al Sol, cuando es invierno en el norte y verano en el sur.

### Nota técnica
La energía térmica no se recibe del sol. Más bien, se recibe energía radiante y esto da como resultado un cambio en el  nivel de energía de los cuerpos receptores en el dominio de la Tierra. Los diferentes materiales tienen diferentes propiedades para transmitir de vuelta la energía recibida en forma de energía térmica a diferentes velocidades.